# Creativity Action Service
CAS är ett ämne inom det internationellt inriktade gymnasieprogrammet International Baccalaureate (IB). Förkortningen står för Creativity, Action, Service och ämnet handlar, så som namnet anger, om att vara kreativ, aktiv och hjälpsam.
CAS utövas inte på skoltid, utan på fritid. På halvårs basis ska man fylla en kvot av timmar inom de tre områdena, samt skriva en kort text om vad man upplevt.
Aktiviteterna ska helst vara något helt nytt och får inte ge, till exempel pengar eller andra belöningar, till eleven - utan det ska handla om en känsla av att man gjort något nyttigt för en själv och andra.
Exempel på aktiviteter kan vara:
- Creativity - Spela ett instrument man aldrig testat förut
- Action - Pröva på en ny sport eller träningsmetod
- Service - Hjälpa till vid ett äldreboende